# شورابی
شورابی (Ruppia) یک گیاه و تنها سرده از تیره شورابیان است و اغلب در آب‌های شور می‌روید؛ گل‌آذین آن بلند و نازک و راست یا اندکی پیچ‌خورده منتهی به دو گل‌ریز است و ساقه آن منشعب و بلند و برگ‌هایش اغلب سرنیزه‌ای است.
تیره شورابیان (Ruppiaceae) تیره‌ای از قاشق‌واش‌سانان است با یک سرده و حدود ده گونه که معمولاً در آبهای شور یا کم‌نمک می‌رویند و برگ‌هایشان نواری با غلافی در قاعده و گل‌هایشان ریز و بدون گلپوش است که در گل‌آذین خوشه‌ای انتهایی و کوتاه قرار می‌گیرند.